# Preston (Iowa)
Pour les articles homonymes, voir Preston.
Preston est une ville du comté de Jackson dans l’Iowa.